# Bobrza (Święty Krzyż)
Bobrza is een plaats in het Poolse district  Kielecki, woiwodschap Święty Krzyż. De plaats maakt deel uit van de gemeente Miedziana Góra en telt 402 inwoners.